# Richard Hauser (Theologe)
Richard Franz Josef Hauser (* 6. Februar 1903 in Karlsruhe; † 12. Juni 1980 in Bühl) war ein deutscher römisch-katholischer Geistlicher und Theologe. Er war der Bruder von Hugo Hauser.

## Leben
Hauser wurde als Sohn des Reichsbahndirektors Franz Joseph Hauser und seiner Frau Sophie Magdalena, geborene Kieninger, geboren. Er besuchte zwischen 1913 und 1918 das Gymnasium in Tauberbischofsheim, 1918–1919 in Mannheim und 1920–1921 Karlsruhe. Er schloss sein Abitur mit Auszeichnung ab. Danach studierte er bis 1925 Theologie an der Universität Freiburg. Er studierte während eines Auswärtssemesters an der Westfälische Wilhelms-Universität Münster. Theologisch geprägt wurde er insbesondere durch seine akademischen Lehrer Wilhelm Reinhard, Wendelin Rauch und Theodor Müncker. Im Anschluss an sein Studium war er ein Jahr im Priesterseminar St. Peter im Schwarzwald.
1926 erfolgte die Priesterweihe in St. Peter. In der Folge war er Vikar in Bruchsal, Pfarrei St. Peter und in Mannheim, Pfarrei Heiliggeist. Ab 1929 bis 1957 war er Studentenseelsorger, Caritasrektor und Religionslehrer in Heidelberg. 1942 promovierte er zum Dr. theol. in Freiburg bei seinem Doktorvater Theodor Müncker mit dem Thema Problem der Autorität in der neueren protestantischen Ethik im Lichte katholischer Gesellschaftslehre. Ab dem 16. April 1943 war er Pfarrverweser der Heiliggeist-Pfarrei in Heidelberg und am 15. Dezember 1946 erfolgte die Investitur zum Pfarrer. 1949 erfolgte die Ernennung zum Honorarprofessor für Katholische Weltanschauung an der Universität Heidelberg. Zwischen 1969 und 1976 war er Stadtdekan. Am 12. Juni 1980 ging er in den Ruhestand.

## Werke (Auswahl)
- Autorität und Macht. Die staatliche Autorität in der neueren protestantischen Ethik und in der katholischen Gesellschaftslehre. Verlag Schneider, Heidelberg 1949.
- Was des Kaisers ist. 10 Kapitel christliche Ethik des Politischen. Knecht, Frankfurt a. M. 1968.
- mit Hans Lubscyk und Gerhard Schneider: Ehe unlösbar. Fragen an Bibel und Pastoral. Morus-Verlag, Berlin 1972.

## Ehrungen
- Päpstlicher Ehrenprälat
- 1952: Geistlicher Rat
- 1956: Päpstlicher Geheimkämmerer
- 1972: Ehrendomkapitular
- 1973: Bundesverdienstkreuz 1. Klasse
- 1974: Bürgermedaille der Stadt Heidelberg
- Namensgeber: „Richard-Hauser-Platz“